# Willem de Pannemaker

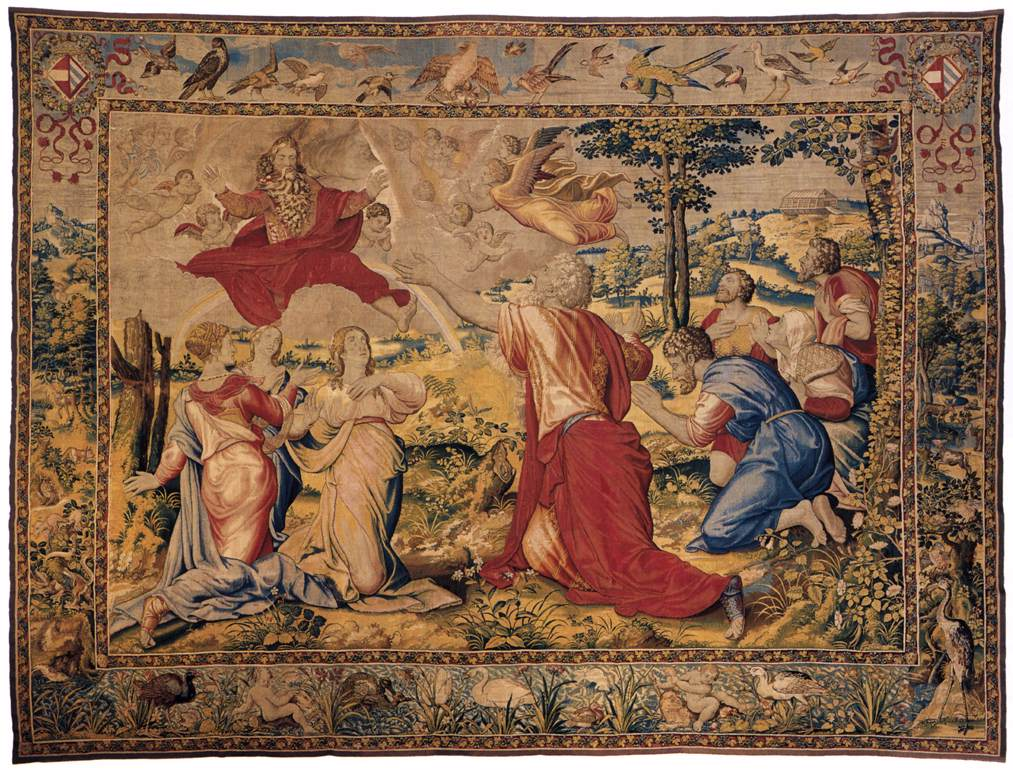
God sluit zijn verbond met Noach, tapijt van Willem de Pannemaker (430 cm x 560 cm) Rijksmuseum Amsterdam.

Willem de Pannemaker of Willem de Pannemaeker was een tapijtwever die actief was tussen 1535 en 1578 in Brussel.

## Biografie en werk
Er zijn geen gegevens gekend over de data of plaatsen van zijn geboorte en overlijden.  Hij kwam uit een gevestigde familie van tapijtwevers van wie hij de meest bekende exponent is.  Zijn vader Pieter de Pannemaker (begin zestiende eeuw) was hofwever van Margaretha van Oostenrijk.
Hij ontving opdrachten van verschillende pausen en leden van Europese vorstenhuizen en meer in het bijzonder van de Habsburgers. Zijn atelier produceerde voor Maria van Hongarije een reeks wandtapijten over de verovering van Tunis door keizer Karel V gebaseerd op ontwerpen van Jan Cornelisz Vermeyen en voor keizer Karel zelf een reeks van wapens op een millefleurs achtergrond. Ook maakte zijn atelier in opdracht van Juan de la Cerda, landvoogd van de Spaanse Nederlanden tussen 1571 en 1573, een bekende reeks van acht wandtapijten met als thema de liefdesgeschiedenis tussen Mercurius, de zoon van Jupiter en Herse, dochter van de koning van Attika. Deze reeks, getiteld De liefdes van Mercurius en Herse, geraakte in het begin van de twintigste eeuw opgedeeld en wordt momenteel bewaard in verschillende musea.
Zijn rijkdom stelde hem in staat om in 1560 het huis te kopen van de beroemde Brusselse wever Pieter van Aelst na diens overlijden.
- Biografisch Portaal: 33157841
- International Standard Name Identifier: 0000 0000 4433 0061
- Library of Congress Control Number: no2002095943
- Nederlandse Thesaurus van Auteursnamen: 314461914
- RKD-Nederlands Instituut voor Kunstgeschiedenis: 263980
- Système universitaire de documentation: 182517322
- Union List of Artist Names: 500057351
- Virtual International Authority File: 58756914
- WorldCat: E39PBJrKVtBJFWCXRCCJ6GTT73